# 大埔中
大埔中（英語：Tai Po Central，代號P03）曾是香港大埔區議會下轄的選區，1982年設立，1994年定為單議席選區，2023年改制後取銷。末代區議員為區政聯盟成員區鎮樺，但該議席於2021年7月起已因其辭職而懸空至選區撤銷。

## 範圍
選區位於大埔新市鎮的中心地帶，由大埔中心及大埔廣場組成，由於大埔中心E區位於林村河以南，所以本區是大埔區議會之中跨越林村河的選區，投票站設於大埔官立中學。

## 沿革
1982年區議會選舉，便設有大埔中選區，讓林村河以北的居民選出區議員，定為雙議席選區，選舉由李炳貴及鄧佩達當選。其後因應各個屋苑的發展，選區有所重組，1985年香港區議會選舉，在劃出南運路以東為新的大埔東單議席選區之後，大埔中改為單議席選區，範圍有所調整，包括大埔中心、大埔廣場、大埔頭及錦山一帶，選舉由鄧佩達當選。
1988年區議會選舉，因應區內人口增加，定為雙議席選區，選舉由鄧佩達及鄭俊平當選。因應1989年太和邨入伙，1991年香港區議會選舉，太和邨及錦山一帶改劃為大埔太和雙議席選區，大埔中由屬自民聯的鄭俊平和鄧佩達以二千多票打敗區奕明當選。
1993年港督彭定康推行政改方案改革區議會，取消所有委任議席及雙議席選區制度，全面實行單議席單票制，並改由選區分界及選舉事務委員會制定，區議會選區數目亦隨人口變動而大幅增加，大埔中選區基於區內的屋苑入伙，帶動人口上升，分拆出大元、頌汀、舊墟及太湖多個選區後，定為現有的單議席選區。
1994年區議會選舉，林村河以北的八號花園、翠屏花園、昌運中心、大埔中心及大埔廣場組成大埔中選區，結果由港同盟匯點支持的潘鳳來以1,143票多於自民聯鄭俊平的1,070票和自由黨大埔居民聯會鄭天佑的411票而當選。選後港同盟匯點合併成立民主黨，潘氏亦為創黨成員。
1999年區議會選舉，因應頌汀選區人口過少，八號花園、翠屏花園、昌運中心劃入該區，同時林村河以南的寶湖花園、大埔中心第20至23座及前大埔政府職員宿舍（現富盈門）由大埔墟選區劃入本區。民主黨派出時任新界東立法會議員鄭家富空降本區參選，結果鄭以接近過半數的1,357票打敗另外三個候選人當選。
2003年區議會選舉，民主建港聯盟派出譚榮勳挑戰鄭家富，受惠七一效應帶動民主派支持者投票，鄭以2,307打敗譚的971票。
2007年區議會選舉，因應廣福選區人口過少，寶湖花園及前大埔政府職員宿舍（現富盈門）由本區改劃到該區，鄭家富以1,503打敗陳碩邦的1,207票。
2011年區議會選舉，當時人口估算約14,196人，其中有7,131位選民，議席由民主黨成員區鎮樺、民建聯成員鄭俊平女兒鄭美琳和自由黨成員張志偉爭奪，最終區鎮樺以1,271票擊敗其餘兩人勝出。
2015年區議會選舉，議席由民主黨成員區鎮樺，民建聯成員梅少峰和獨立候選人文偉強爭奪，最終區鎮樺以過半票擊敗得其餘兩人勝出。其後因將軍澳都善選區爭議，屬前綫系的區氏於2018年12月退黨，2019年5月有關成員組合為區政聯盟，區亦有加入。
2019年區議會選舉，當時人口估算約13,625人，其中有8,326位選民。區政聯盟區鎮樺競逐連任，再次對上民建聯梅少峰，最終區鎮樺以逾三分二票數擊敗梅少峰而連任。2021年7月，區鎮樺辭去區議員職務，其後於2024年3月17日下午4時病逝，終年43歲。

## 歷屆議員
| 屆別                  | 議員                                               | 政治聯繫                                           | 政治聯繫                                           | 議員   | 政治聯繫          | 政治聯繫 |
| --------------------- | -------------------------------------------------- | -------------------------------------------------- | -------------------------------------------------- | ------ | ----------------- | -------- |
| 1982年－1985年        | 鄧佩達                                             |                                                    | 無黨籍                                             | 李炳貴 |                   | 無黨籍   |
| 1985年－1988年        | 鄧佩達                                             |                                                    | 無黨籍                                             | 李炳貴 |                   | 無黨籍   |
| 1988年－1991年        | 鄧佩達                                             | 鄭俊平                                             | 無黨籍                                             |        |                   | 無黨籍   |
| 1991年－1994年        | 鄧佩達                                             | 鄭俊平                                             | 無黨籍                                             |        | 自 自民聯         |          |
| 1994年－1999年        | 分拆大元、頌汀、 舊墟及太湖選區後， 定為單議席選區 | 分拆大元、頌汀、 舊墟及太湖選區後， 定為單議席選區 | 分拆大元、頌汀、 舊墟及太湖選區後， 定為單議席選區 | 潘鳳來 |                   | 民主黨   |
| 2000年－2003年        | 分拆大元、頌汀、 舊墟及太湖選區後， 定為單議席選區 | 分拆大元、頌汀、 舊墟及太湖選區後， 定為單議席選區 | 分拆大元、頌汀、 舊墟及太湖選區後， 定為單議席選區 | 鄭家富 |                   | 民主黨   |
| 2004年－2007年        | 分拆大元、頌汀、 舊墟及太湖選區後， 定為單議席選區 | 分拆大元、頌汀、 舊墟及太湖選區後， 定為單議席選區 | 分拆大元、頌汀、 舊墟及太湖選區後， 定為單議席選區 | 鄭家富 |                   | 民主黨   |
| 2008年－2011年        | 分拆大元、頌汀、 舊墟及太湖選區後， 定為單議席選區 | 分拆大元、頌汀、 舊墟及太湖選區後， 定為單議席選區 | 分拆大元、頌汀、 舊墟及太湖選區後， 定為單議席選區 | 鄭家富 |                   | 民主黨   |
| 2012年－2015年        | 分拆大元、頌汀、 舊墟及太湖選區後， 定為單議席選區 | 分拆大元、頌汀、 舊墟及太湖選區後， 定為單議席選區 | 分拆大元、頌汀、 舊墟及太湖選區後， 定為單議席選區 | 區鎮樺 |                   | 民主黨   |
| 2016年－2019年        | 分拆大元、頌汀、 舊墟及太湖選區後， 定為單議席選區 | 分拆大元、頌汀、 舊墟及太湖選區後， 定為單議席選區 | 分拆大元、頌汀、 舊墟及太湖選區後， 定為單議席選區 | 區鎮樺 | 民主黨 → 區政聯盟 |          |
| 2020年－2021年7月20日 | 分拆大元、頌汀、 舊墟及太湖選區後， 定為單議席選區 | 分拆大元、頌汀、 舊墟及太湖選區後， 定為單議席選區 | 分拆大元、頌汀、 舊墟及太湖選區後， 定為單議席選區 | 區鎮樺 |                   | 區政聯盟 |
| 2021年7月21日－2023年 | 分拆大元、頌汀、 舊墟及太湖選區後， 定為單議席選區 | 分拆大元、頌汀、 舊墟及太湖選區後， 定為單議席選區 | 分拆大元、頌汀、 舊墟及太湖選區後， 定為單議席選區 | 懸空   | 懸空              | 懸空     |

## 歷屆選舉結果
| 政党   | 政党     | 候选人    | 票数  | %     | ±      |
| ------ | -------- | --------- | ----- | ----- | ------ |
|        | 民建聯   | ①. 梅少峰 | 2,136 | 33.30 | ▼5.79  |
|        | 區政聯盟 | ②. 區鎮樺 | 4,279 | 66.70 | ▲16.19 |
| 多数票 | 多数票   | 多数票    | 2,143 | 33.41 | ▲21.99 |

| 政党   | 政党   | 候选人    | 票数  | %     | ±      |
| ------ | ------ | --------- | ----- | ----- | ------ |
|        | 民建聯 | ①. 梅少峰 | 1,444 | 39.09 | 不適用 |
|        | 民主黨 | ②. 區鎮樺 | 1,866 | 50.51 | ▲3.78  |
|        | 無黨派 | ③. 文偉強 | 384   | 10.40 | 不適用 |
| 多数票 | 多数票 | 多数票    | 422   | 11.42 | ▼5.35  |

| 政党   | 政党             | 候选人    | 票数  | %     | ±      |
| ------ | ---------------- | --------- | ----- | ----- | ------ |
|        | 民主黨           | ①. 區鎮樺 | 1,271 | 46.73 | ▼8.73  |
|        | 無黨派           | ②. 鄭美琳 | 815   | 29.96 | 不適用 |
|        | 自由黨/新 新社聯 | ③. 張志偉 | 634   | 23.31 | 不適用 |
| 多数票 | 多数票           | 多数票    | 456   | 16.77 | ▲5.85  |

| 政党   | 政党   | 候选人    | 票数  | %     | ±      |
| ------ | ------ | --------- | ----- | ----- | ------ |
|        | 無黨派 | ①. 陳碩邦 | 1,207 | 44.54 | 不適用 |
|        | 民主黨 | ②. 鄭家富 | 1,503 | 55.46 | ▼14.92 |
| 多数票 | 多数票 | 多数票    | 296   | 10.92 | ▼29.84 |

| 政党   | 政党   | 候选人    | 票数  | %     | ±      |
| ------ | ------ | --------- | ----- | ----- | ------ |
|        | 民主黨 | ①. 鄭家富 | 2,307 | 70.38 | 不適用 |
|        | 民建聯 | ②. 譚榮勳 | 971   | 29.62 | 不適用 |
| 多数票 | 多数票 | 多数票    | 1,336 | 40.76 | 不適用 |

| 政党   | 政党   | 候选人    | 票数  | %     | ±      |
| ------ | ------ | --------- | ----- | ----- | ------ |
|        | 獨立   | ①. 李兆民 | 438   | 15.65 | 不適用 |
|        | 民主黨 | ②. 鄭家富 | 1,357 | 48.50 | 不適用 |
|        | 獨立   | ③. 萬偉良 | 313   | 11.19 | 不適用 |
|        | 獨立   | ④. 黃龍彪 | 690   | 24.66 | 不適用 |
| 多数票 | 多数票 | 多数票    | 667   | 23.84 | 不適用 |

| 政党   | 政党           | 候选人 | 票数  | %     | ±      |
| ------ | -------------- | ------ | ----- | ----- | ------ |
|        | 港同盟/匯 匯點 | 潘鳳來 | 1,143 | 43.56 | 不適用 |
|        | 自民聯         | 鄭俊平 | 1,070 | 40.78 | 不適用 |
|        | 自由黨         | 鄭天祐 | 411   | 15.66 | 不適用 |
| 多数票 | 多数票         | 多数票 | 73    | 2.78  | 不適用 |

| 政党   | 政党   | 候选人 | 票数  | %     | ±      |
| ------ | ------ | ------ | ----- | ----- | ------ |
|        | 自民聯 | 鄭俊平 | 2,528 | 37.78 | 不適用 |
|        | 獨立   | 鄧佩達 | 2,439 | 36.45 | 不適用 |
|        | 獨立   | 區亦明 | 1,724 | 25.77 | 不適用 |
| 多数票 | 多数票 | 多数票 | 715   | 10.69 | 不適用 |

| 政党   | 政党   | 候选人 | 票数  | %     | ±      |
| ------ | ------ | ------ | ----- | ----- | ------ |
|        | 獨立   | 鄧佩達 | 2,353 | 32.90 | 不適用 |
|        | 獨立   | 鄭俊平 | 2,191 | 30.63 | 不適用 |
|        | 獨立   | 黃容根 | 1,681 | 23.50 | 不適用 |
|        | 獨立   | 徐兆強 | 927   | 12.96 | 不適用 |
| 多数票 | 多数票 | 多数票 | 510   | 7.13  | 不適用 |

| 政党   | 政党   | 候选人 | 票数  | %     | ±      |
| ------ | ------ | ------ | ----- | ----- | ------ |
|        | 獨立   | 鄧佩達 | 2,250 | 70.25 | 不適用 |
|        | 獨立   | 蘇遠輝 | 953   | 29.75 | 不適用 |
| 多数票 | 多数票 | 多数票 | 1,297 | 40.49 | 不適用 |

| 政党   | 政党   | 候选人 | 票数  | %     | ±      |
| ------ | ------ | ------ | ----- | ----- | ------ |
|        | 獨立   | 李炳貴 | 1,115 | 27.25 | 不適用 |
|        | 獨立   | 鄧佩達 | 904   | 22.09 | 不適用 |
|        | 獨立   | 蘇遠輝 | 707   | 17.28 | 不適用 |
|        | 獨立   | 邱肇龍 | 636   | 15.54 | 不適用 |
|        | 獨立   | 陳小峰 | 426   | 10.41 | 不適用 |
|        | 獨立   | 鍾玉芬 | 198   | 4.84  | 不適用 |
|        | 獨立   | 鄭文興 | 106   | 2.59  | 不適用 |
| 多数票 | 多数票 | 多数票 | 197   | 4.81  | 不適用 |